# Gibraltar Open
Gibraltar Open är en professionell rankingturnering i snooker. Turneringen spelades första gången säsongen 2015/16 som en mindre rankingturnering inom ramen för det numera nedlagda Players Tour Championship. Från och med säsongen 2016/17 spelas den som en egen rankingturnering inom proffstouren.

## Vinnare
| År                              | Vinnare                         | Motståndare                     | Resultat                        | Säsong                          |
| Gibraltar Open (mindre ranking) | Gibraltar Open (mindre ranking) | Gibraltar Open (mindre ranking) | Gibraltar Open (mindre ranking) | Gibraltar Open (mindre ranking) |
| ------------------------------- | ------------------------------- | ------------------------------- | ------------------------------- | ------------------------------- |
| 2015                            | Marco Fu                        | Michael White                   | 4 – 1                           | 2015/16                         |
| Gibraltar Open (ranking)        |                                 |                                 |                                 |                                 |
| 2017                            | Shaun Murphy                    | Judd Trump                      | 4 – 2                           | 2016/17                         |